# Alexander von Dönhoff
Alexander comte von Dönhoff (né le 9 février 1683 à Königsberg et mort le 9 octobre 1742 à Berlin) est un lieutenant général prussien et confident du roi Frédéric-Guillaume Ier

## Biographie
Le comte Alexandre est issu de la famille Dönhoff et est le fils de Friedrich von Dönhoff et d'Eleonore Katharina baronne von Schwerin (de) . Il devient enseigne au service du Brandebourg le 30 novembre 1699. Il se rend ensuite en Hesse-Cassel, où il devient capitaine en 1701 et participe à la guerre de Succession d'Espagne contre la France. En 1704, il devient major, le 9 février 1705, il devient lieutenant-colonel et combat dans le nord de la péninsule italienne en 1706 et 1707. Il devient adjudant général du prince héréditaire Frédéric de Hesse-Cassel. Le 27 décembre 1709, il reçoit son propre régiment comme colonel et en 1720 il devient général de division en Hesse. Le 13 juillet 1722, il est général de division au service prussien et le 10 septembre, il est chef d'un régiment à pied (1806 : no 13). Lors du procès du prince héritier prussien Frédéric et de Hans Hermann von Katte en 1730, il est membre de la cour martiale. En 1734, il entreprend la construction de la Dönhoffplatz à Berlin, qui portera plus tard son nom. En 1734 et 1735, il participe à la campagne du Rhin et est promu lieutenant général le 7 juin 1737. Il quitte le service actif le 24 juin 1740.

## Famille
Le 31 octobre 1720, il se marie avec la comtesse Charlotte von Blumenthal (morte le 28 septembre 1761 à Berlin ; fille du comte Adam Ludwig, colonel et chambellan prussien), avec qui il a deux fils et trois filles. Son fils Karl Friedrich Ludwig von Dönhoff (de) (né le 10 février 1724 - 19 juin 1778) devient également général de division, mais en Autriche. Cependant, la branche de Beynuhnen en Prusse et en Autriche, fondée par le comte Alexandre, s'éteint en 1838 avec son petit-fils et en 1888 avec ses filles. Le couple a également les enfants suivants :
- Friedrich Wilhelm (né le 8 février 1723 et mort le 1er décembre 1774), marié avec :
  - Sophie Eléonore von Greif und Lindsay
  - Anna Sophie Charlotte von Langermann (née le 16 mai 1740 et morte le 31 août 1793) (fille d'Adolf Friedrich von Langermann)
- Sophie Éléonore (1721-1742)
- Friederike Wilhelmine Charlotte (née le 19 septembre 1726 et morte le janvier 1794) mariée avec le comte Victor-Frédéric de Solms-Sonnenwalde (de) (né le 16 septembre 1730 et mort le 24 décembre 1783)
- Luise Auguste Amalia (née le 23 juillet 1730 et morte le 29 avril 1768), mariée avec :
  - Carl Georg August von Oppel (de) (1725-1760), conseiller privé wurtembergeois
  - Ulrich Friedrich baron von Stirn (Stiern) (né le 29 juin 1740 et mort le 18 septembre 1796)[3] seigneur de Lugowen, conseiller de légation